# 葵井歌菜
葵井 歌菜（あおい かな、1月17日 - ）は、日本の女性声優。神奈川県出身。ヘリンボーン所属。

## 人物
小学生の時に友人の姉がアニメファンで、職業としての声優があると教えてくれた。それ以来声優に憧れて、目指したという。旧芸名はあおい歌菜（読みは同じ）。
以前はVIMS、マック・ミック、サンミュージックに所属していた。

## 出演
太字はメインキャラクター。

### テレビアニメ
2016年
- ふらいんぐうぃっち（木幡茜）
- タブー・タトゥー（シェール）
- Lostorage incited WIXOSS（2016年 - 2018年、女子生徒、女子、リメンバ） - 2シリーズ

2017年
- うらら迷路帖（うらら）
- アリスと蔵六（チェン）
- クリオネの灯り（いのうえ先生 / 井上桜）

2019年
- RobiHachi（売り子）
- 旗揚!けものみち（ローゼ）

2020年
- ムヒョとロージーの魔法律相談事務所（女アルバイト）

2021年
- 究極進化したフルダイブRPGが現実よりもクソゲーだったら（インタビュアー、シスター）
- 進化の実〜知らないうちに勝ち組人生〜（2021年 - 2023年、ステータス音声） - 2シリーズ

2022年
- 永久少年 Eternal Boys（女性客）

2023年
- ワールドダイスター（連尺野初魅）
- 神無き世界のカミサマ活動（村人、教団員、子供）

2024年
- BEYBLADE X（ゆにの母）

### ゲーム
- ロードス島戦記オンライン（2016年 - 、フィアンナ王女、アリエン、グランディス）
- モンスターストライク（2019年 - 2023年、ミダク[12]、ウルミーラ[13]、ロジー・B[14]）
- ウィクロスマルチバース（2022年、青リメンバ[15]）
- ワールドダイスター 夢のステラリウム（2023年、連尺野初魅[16][6]）

### ドラマCD
- あやかしコンビニエンス（2017年、環/タマ)
- 神力アイドル ミヤビノシスターズ（2017年、ジェニー竹村[17]）
- ふらいんぐうぃっち（2019年、木幡茜[18]）

### 吹き替え
- カーズ・ドリーム
- ことばのパーティー Season1（ルル）
  - ことばのパーティ Season2（ルル）
- サミーと海の仲間たち（エラ）
- ザ・クラウン
- バイオレンス・フィーバー（レミ）
- ビリーじいさんのミラクル救出大作戦（ベッシー・ブー）
- 放課後ロックンロール シーズン1（クララ）
- ボッシュ: 受け継がれるもの
- レジェンダリー（エルカ）
- 24時間ずっとLOVE（セルジオ）

### ラジオ
- ひのとあおいの、かまってください！（2018年1月 - 、YouTube配信） - 日野まりと共演

### ナレーション
- ヒロシ・ヤングアワー 5匹でポン！（2019年 -、パチテレ！）
- ワケあり!レッドゾーン （2019年6月‐2020年12月、読売テレビ）

## ディスコグラフィ

### キャラクターソング
| 発売日         | 商品名                                                                                       | 歌 | 楽曲                                         | 備考                                                |
| -------------- | -------------------------------------------------------------------------------------------- | --- | -------------------------------------------- | --------------------------------------------------- |
| 2023年11月13日 | 夢のステラリウム                                                                             | 鳳ここな（石見舞菜香）、静香（長谷川育美）、カトリナ・グリーベル（天城サリー）、新妻八恵（長縄まりあ）、柳場ぱんだ（大空直美）、流石知冴（佐々木李子）、千寿暦（鳥部万里子）、ラモーナ・ウォルフ（田中美海）、王雪（花井美春）、リリヤ・クルトベイ（安齋由香里）、与那国緋花里（下地紫野）、千寿いろは（岡咲美保）、白丸美兎（近藤玲奈）、阿岐留カミラ（若井友希）、猫足蕾（芹澤優）、本巣叶羽（赤尾ひかる）、連尺野初魅（葵井歌菜）、烏森大黒（Lynn）、舎人仁花子（斉藤朱夏）、萬容（山村響）、筆島しぐれ（吉岡麻耶） | 「夢のステラリウム」                         | ゲーム『ワールドダイスター 夢のステラリウム』関連曲 |
| 2024年2月28日  | ゲームアプリ『ワールドダイスター 夢のステラリウム』 Vocal Album Vol.2「Faith in Expression」 | 連尺野初魅（葵井歌菜）、烏森大黒（Lynn）、舎人仁花子（斉藤朱夏）、萬容（山村響）、筆島しぐれ（吉岡麻耶） | 「Faith in Expression」 「夢のステラリウム」 | ゲーム『ワールドダイスター 夢のステラリウム』関連曲 |
| 2024年2月28日  | ゲームアプリ『ワールドダイスター 夢のステラリウム』 Vocal Album Vol.2「Faith in Expression」 | 連尺野初魅（葵井歌菜）、筆島しぐれ（吉岡麻耶） | 「Masquerade」                               | ゲーム『ワールドダイスター 夢のステラリウム』関連曲 |
| 2024年2月28日  | ゲームアプリ『ワールドダイスター 夢のステラリウム』 Vocal Album Vol.2「Faith in Expression」 | 連尺野初魅（葵井歌菜）、舎人仁花子（斉藤朱夏） | 「純粋と奔放」                               | ゲーム『ワールドダイスター 夢のステラリウム』関連曲 |
| 2024年2月28日  | ゲームアプリ『ワールドダイスター 夢のステラリウム』 Vocal Album Vol.2「Faith in Expression」 | 千寿暦（鳥部万里子）、連尺野初魅（葵井歌菜） | 「血を着飾る栄華のために」                   | ゲーム『ワールドダイスター 夢のステラリウム』関連曲 |
| 2024年2月28日  | ゲームアプリ『ワールドダイスター 夢のステラリウム』 Vocal Album Vol.2「Faith in Expression」 | 連尺野初魅（葵井歌菜） | 「St. Bitter Sweet」                         | ゲーム『ワールドダイスター 夢のステラリウム』関連曲 |
| 2025年1月26日  | Worlds Dye Star                                                                              | シリウス、銀河座、Eden、劇団電姫 | 「Worlds Dye Star」                          | ゲーム『ワールドダイスター 夢のステラリウム』関連曲 |